# Kunshan FC
Der Kunshan Football Club (chinesisch 昆山足球俱乐部) war ein chinesischer Fußballverein aus Kunshan (chinesisch 昆山市). Der Verein spielte zuletzt in der zweiten Liga des Landes, der China League One.

## Namenshistorie
| Von  | Bis   | Name                                     |
| ---- | ----- | ---------------------------------------- |
| 2014 | 2018  | Zhenjiang Huasa FC (chinesisch 镇江华萨) |
| 2018 | heute | Kunshan FC (chinesisch 昆山)             |

## Stadion
Der Verein trug seine Heimspiele im Kunshan Sports Centre Stadium (chinesisch 昆山体育场), auch bekannt als Kunshan Stadium, in Kushan (chinesisch 昆山市), Provinz Jiangsu (chinesisch 江蘇), aus. Das Stadion hat ein Fassungsvermögen von 30.000 Personen.

## Saisonplatzierung
| Saison             | Liga                            | Level              | Platz              |                    |
| Zhenjiang Huasa FC | Zhenjiang Huasa FC              | Zhenjiang Huasa FC | Zhenjiang Huasa FC | Zhenjiang Huasa FC |
| ------------------ | ------------------------------- | ------------------ | ------------------ | ------------------ |
| 2015               | Jiangsu Amateur Football League | 5                  | 6.                 |                    |
| 2016               | Jiangsu Amateur Football League | 5                  | 1.                 |                    |
| 2016               | China Amateur Football League   | 4                  | 6.                 |                    |
| 2017               | China League Two                | 3                  | 21.                |                    |
| 2018               | China League Two                | 3                  | 13.                |                    |
| Kunshan FC         |                                 |                    |                    |                    |
| 2019               | China League Two                | 3                  | 9. ▲               |                    |
| 2020               | China League One                | 2                  | 2. (Group c)       |                    |
| 2021               | China League One                | 2                  | 9.                 |                    |
| 2022               | China League One                | 2                  | 1. ▲               |                    |

## Spieler
Stand: 9. Februar 2022
| Nr. |                     | Position | Name          |
| --- | ------------------- | -------- | ------------- |
| 1   | China Volksrepublik | TW       | Chen Anqi     |
| 2   | China Volksrepublik | AB       | Wang Xijie    |
| 4   | China Volksrepublik | MF       | Liu Boyang    |
| 5   | China Volksrepublik | MF       | Cui Peng      |
| 6   | China Volksrepublik | AB       | Sun Guoliang  |
| 8   | China Volksrepublik | ST       | Wu Yufan      |
| 9   | China Volksrepublik | ST       | Zhu Zhengrong |
| 10  | China Volksrepublik | MF       | Ruan Yang     |
| 11  | China Volksrepublik | MF       | Gu Wenxiang   |
| 12  | China Volksrepublik | TW       | Mewlan Jappar |
| 13  | China Volksrepublik | TW       | Peng Peng     |
| 14  | China Volksrepublik | MF       | Liu Zefeng    |
| 16  | China Volksrepublik | ST       | Yang Yun      |
| 17  | China Volksrepublik | AB       | Zhang Wei     |

| Nr. |                     | Position | Name               |
| --- | ------------------- | -------- | ------------------ |
| 18  | China Volksrepublik | AB       | Wang Jiajie        |
| 19  | China Volksrepublik | ST       | Feng Boyuan        |
| 20  | China Volksrepublik | MF       | Zhang Yudong       |
| 21  | China Volksrepublik | MF       | Abduwahap Aniwar   |
| 23  | China Volksrepublik | AB       | Liu Ruicheng       |
| 24  | China Volksrepublik | MF       | Zhang Chen         |
| 25  | China Volksrepublik | ST       | Liu Yuhao          |
| 26  | China Volksrepublik | MF       | Liu Yi             |
| 27  | China Volksrepublik | AB       | Tu Dongxu          |
| 28  | Brasilien           | AB       | Bruno Pirri        |
| 29  | China Volksrepublik | MF       | Xu Junmin          |
| 31  | Kap Verde           | MF       | Hildeberto Pereira |
| 35  | China Volksrepublik | MF       | Gong Chunjie       |
| 36  | China Volksrepublik | MF       | Cheng Xianfeng     |

## Trainerchronik
Stand: März 2023
| Trainer           | Nation                  | von                | bis                |
| ----------------- | ----------------------- | ------------------ | ------------------ |
| Li Dong           | Volksrepublik China     | 1. Januar 2017     | 23. Mai 2017       |
| Dragan Stancic    | Serbien                 | 24. Mai 2017       | 24. Juli 2017      |
| Goran Miscevic    | Kroatien Kanada         | 1. Mai 2017        | 1. November 2017   |
| Li Xiao           | Volksrepublik China     | 5. Oktober 2017    | 31. Dezember 2017  |
| Tang Jing         | Volksrepublik China     | 1. März 2018       | 11. Dezember 2018  |
| Dragomir Okuka    | Serbien                 | 12. Dezember 2018  | 31. Juli 2019      |
| Gao Yao           | Volksrepublik China     | 1. August 2019     | 13. September 2021 |
| Nedim Tutic       | Bosnien und Herzegowina | 1. Januar 2019     | 25. August 2019    |
| Su Liang          | Volksrepublik China     | 1. Januar 2021     | 29. März 2023      |
| Sergio Zarco Diaz | Spanien                 | 15. September 2021 | 6. März 2023       |